# Richmond (Alabama)
Richmond, también conocida como Warrenton, es una comunidad no incorporada en el condado de Dallas, Alabama, Estados Unidos. Richmond obtuvo su nombre del condado de Richmond, Nueva York el lugar de nacimiento de varios de los primeros colonos, sobre todo los de la familia Crocheron. Richmond tiene un sitio incluido en el Registro Nacional de Lugares Históricos, la Street Manual Training School. La Plantación Elm Bluff, propiedad de John Jay Crocheron, está cerca en Elm Bluff.